# Campylocentrum polystachyum
Campylocentrum polystachyum é uma espécie de orquídea, família Orchidaceae, que habita o Equador e Peru. Trata-se de pequena planta epífita, monopodial, com caules alongados, folhas dísticas, e inflorescência racemosa com flores espaçadas minúsculas de sépalas e pétalas livres, e nectário atrás do labelo. Pertence ao grupo de espécies inflorescências mais longas que as folhas.

## Publicação e sinônimos
- Campylocentrum polystachyum (Lindl.) Rolfe, Orchid Rev. 11: 245 (1903).

Sinônimos homotípicos:
- Angraecum polystachyum Lindl., Edwards's Bot. Reg. 26: 68 (1840), nom. illeg.

## Descrição
Em ilustração publicada por Dodson Fica claro que se trata de planta da afinidade do Campylocentrum schiedei. Apresenta caules bastante ramificados, folhas curtas e largas com cerca de 2,4 cm de comprimento; inflorescência invulgarmente espessa, com até o dobro do comprimento das folhas; flores espaçadas de ovários pubescentes; pétalas menores que as sépalas, com extremidades ovaladas; labelo curto e simples; e nectário bulboso curto, de base estreita, formando ângulo reto com o labelo.